# FAIR
FAIR es un sitio web especializada en responder a críticos de La Iglesia de Jesucristo de los Santos de los Últimos Días y en apologética mormona operada por la organización sin ánimo de lucro Foundation for Apologetic Information and Research.Fue fundada en noviembre de 1997 por miembros de dicha iglesia para defender su fe en los foros de internet. Está compuesta exclusivamente por voluntarios de todo el mundo. 
FAIR organiza una conferencia anual sobre apologética mormona.
FAIR no está afiliado oficialmente a la Iglesia SUD, aunque afirma que «todos sus miembros están comprometidos con la defensa de la Iglesia".La organización afirma no recibir donaciones ni de la Iglesia SUD ni de Deseret Trust.Sin embargo, en 2018 recibió una donación de 125 000 dólares de la Fundación More Good, que ha sido acusada de haber recibido dinero directamente de la iglesia.

## Nombre
En sus inicios, FAIR era conocida como la Fundación para la Información e Investigación Apologética (FAIR). Sin embargo, según la organización, el nombre daba lugar a equívoco: algunos usuarios pensaban que el término apologetic —'apologismo' en español— procedía de apologise —'pedir disculpas' en español—. En realidad, el término apologética es un término griego que aparece en el antiguo testamento y se refiere a defender la fe, no pedir disculpas por ella.
Steven Densley, vicepresidente en ese momento, explicó:

We have changed our name and are updating our websites in order to make them more easily accessible. The name has been simplified. Instead of The Foundation for Apologetic Information and Research, it is now simply FairMormon. Hopefully this will be easier to remember and will allow us to spend more time doing apologetics rather than spending our time explaining what apologetics is. Our mission has not changed, but hopefully, with the name change and the changes with the websites, our organization will be more effective.
Hemos cambiado nuestro nombre y estamos actualizando nuestras páginas web para hacerlas más accesibles. El nombre ha sido simplificado. En lugar de la Fundación para la Información e Investigación Apologética, es FairMormon [en español, Mormón Justo o Imparcial]. Esperamos que este nombre sea más fácil de recordar y nos permita usar nuestro tiempo haciendo apologética en lugar de explicar qué significa este término. Nuestra misión no ha cambiado, pero esperamos que con el cambio de nombre y los cambios en las páginas web, la organización sea más efectiva.

En febrero de 2021, la organización anunció un nuevo nombre en sintonía con la petición del profeta-presidente de la Iglesia, Russell M. Nelson, de abandonar el término mormón —cuyo uso, afirmó, supone una victoria para Satanás—. El grupo recuperó el nombre FAIR, aunque con otro significado: Faithful Answers, Informed Response (en español, 'Respuestas fieles, Respuestas informadas') Además del cambio de nombre, su dominio cambió de fairmormon.org a fairlatterdaysaints.org, reflejando el cambio de parecer de la cúpula de la iglesia.

## Mormon FAIR-Cast
FAIR también patrocinó un podcast llamado Mormon FAIR-Cast, que en 2011 y 2013 ganó un premio al mejor podcast en la categoría «Religión» de los People's Choice Podcast Awards.